# -стан
Суффикс -стан восходит к индоевропейскому корню «*stā-» («стоять») и на персидском языке означает «место стоянки, стойбище» (современное значение — «станица» и «страна»). Родственен пуштунскому -tun и индоарийскому sthāna (स्थान на деванагари).
В современном персидском языке суффикс «-истан» (перс. ستان‎) применяется для образования топонимов — географических названий мест проживания племён, народов и различных этнических групп. Он входит в название многих стран и регионов, особенно в Центральной Азии и на Индийском субконтиненте, где исторически использовались персидский и родственные ему языки. Например, «Таджикистан» означает «страна таджиков».
От той же индоевропейской основы происходит слово «стан» в русском и некоторых других языках.
См. также наименования административных единиц в Иране — остан, шахрестан, дехестан.

## Происхождение морфемы
Древнейшее упоминание однокоренных слов встречается в санскрите — sthāna («места»). Известно, что морфема -stan (включая некоторые её фонетические варианты) использовалась в иранских языках уже в далёком прошлом — так, например, в «Книге царей» (или Шахнаме), памятнике персидской литературы X—XI вв., встречаются упоминания областей Кабулистан и Забулистан. В свою очередь, древнеиндийский и древнеперсидский корни восходят к праиндоевропейским основам со значением «место»/«предмет, который стоит».

### Родственные слова в индоевропейских языках
Греческий глагол ίσταμαι («стоять») и его латинский аналог stāre (как и их производные status и др.) этимологически близки к индоиранскому -stan. Данная основа имеет когнаты и в других индоевропейских языках: например, в германских (англ. stand — «стоять», steed — «конь», stone — «камень», нем. stehen — «стоять», Stadt — «город», Staat — «государство»), славянских (рус. стоять, восточнослав. стан — «военный лагерь, стоянка»), и т. д.
Один из исследователей даёт следующую характеристику русскому слову «стан»:

Термин этот очень древний. Станом или станком русские называли временный лагерь, остановку в пути, место для стоянки рыбаков, охотников или для причала судов — отсюда родились и такие слова, как «пристань», «застава», «подстава», «ставка». Станками назывались также постоялые дворы и почтовые станции, где путников ждала подстава лошадей. Из временных станков и станов многие превращались в постоянные селения (станицы у казаков), становища (в Сибири).— И. В. Сергеев. Тайна географических названий.

### Аналоги в других языках
Ближайшими аналогами в германских языках являются морфема -land, означающая «земля», «страна» (англ. England — Англия, англ. Gotland — Готланд; нем. Deutschland — Германия, нем. Russland — Россия, нидерл. Nederland — Нидерланды, нидерл. Letland — Латвия), а также в немецком языке морфема -reich, означающая «страна», «царство», «империя», «государство» (нем. Österreich — Австрия, нем. Frankreich — Франция) и морфема -mark, означающая «земля», «край», «граница» (англ. Denmark, нем. Dänemark, дат. Danmark — Дания). Подобные аффиксоиды существуют и за пределами индоевропейской семьи: например, -maa и -ország в финно-угорских языках (эст. Saksamaa — Германия, дословно «земля саксов»; фин. Saarenmaa — Сааремаа, «страна островов», венг. Magyarország — Венгрия, дословно «страна мадьяр/венгров», венг. Németország — Германия, дословно «страна немцев»).

## Современные регионы и их исторические предшественники

### Государства
- Афганистан
- Казахстан
- Кыргызстан — краткое название Кыргызской Республики в перечне государств - членов ООН[6]. В документообороте МИД РФ применяется название Киргизия.
- Пакистан
- Таджикистан
- Туркменистан
- Узбекистан
- Айастан — самоназвание Армении в армянском языке[7].

### Регионы Российской Федерации
- Башкортостан
- Дагестан — переводится как «страна гор».
- Татарстан
- осет. Ирыстон (на русский передаётся как «Иристон») — «Осетия» на осетинском языке.

### Провинции и исторические регионы Ирана
- Голестан
- Дештетстан — шахрестан в иранской провинции Бушир
- Забулистан — название области в Иране (вокруг города Заболь), в приграничье с Афганистаном и Пакистаном
- Курдистан
- Лурестан
- Систан и Белуджистан
- Хузестан (ранее Арабистан)
- Табаристан — название провинции, существовавшей в IX—XII вв.
- Тенгестан — шахрестан в провинции Бушер

### Провинции и исторические регионы Афганистана
- Кафиристан — исторический регион (до 1896), сейчас известен как провинция Нуристан (сформирована в 2001)
- Хазаристан (Хазараджат) — область в центральном Афганистане; родина хазарейцев

### Штаты и исторические регионы Пакистана
- Белуджистан
- Вазиристан (так называемая «Зона Племён»)
- Кохистан — название исторической области на севере Пакистана, а также нескольких округов в Пакистане и Афганистане
- Южный Вазиристан — регион в Пакистане, одна из Федерально управляемых племенных территорий

### Другие регионы
- Аваристан — историческое название территории, заселённой аварцами
- Балаваристан — историческое название для региона Гилгит-Балтистан
- Балтистан — регион Кашмира
- Бантустан — общее название псевдогосударств-резерваций для местного африканского населения в ЮАР во времена апартеида
- Башкурдистан — самопровозглашённая национально-территориальная башкирская автономия на территории Российской империи в период Гражданской войны в России.
- Восточный Туркестан, или Уйгурстан/Уйгуристан — историческое название территории, населённой преимущественно уйгурами, ныне входящей в состав Китая.
- Индостан — полуостров на юге Евразии
- Каракалпакстан — республика в составе Узбекистана
- Курдистан — регион, охватывающий пограничные районы Турции, Сирии, Ирака и Ирана, в основном населённый курдами
- Лазистан — территория, входившая в состав Трапезундского вилайета Османской империи, населённая лазами
- Лезгистан — территория компактного проживания лезгиноязычных народов на территории Южного Дагестана (Россия) и Северного Азербайджана
- Пуштунистан — историческая область в Пакистане и Афганистане, населённая пуштунами
- Раджастхан — штат Индии
- Регистан — главная площадь восточного города; широко известен самаркандский регистан; также название пустыни Регистан в Афганистане и Пакистане
- Туркестан — устаревшее название Средней Азии
- Халистан — проект сикхского государства.
- Холистан — пустыня на территории Пакистана (название — от тюрк. çöl — «пустыня»)
- Шахристан — район в Согдийской области Таджикистана

## Государства, не оставившие преемников
- Моголистан — держава, существовавшая в XIV—XVIII вв. на территории современных Восточного Туркестана (СУАР), Юго-Восточного Казахстана и Кыргызстана

## Населённые пункты
- Ардестан — город в Иране
- Богистон — посёлок в Узбекистане
- Боргустанская — станица Ставропольского края
- Гулистан — город в Узбекистане
- Зимстан — посёлок в Республике Коми
- Сарвестан — город в Иране
- Такестан — городок в Иране
- Туркестан — город в Казахстане

## Другие топонимы
- Боргустан
- Гобустан — заповедник в Азербайджане
- Регистан — пустыня на юго-западе Афганистана
- Сыростан — река, село и железнодорожная станция в Челябинской области (Россия)
- Тохаристан — историко-культурная область на территории современных Таджикистана, Узбекистана и Афганистана. Термин появился в IV веке и заменил собой термин «Бактрия»

## Названия печатных изданий
- Stan.kz (Стан.кз) — крупнейший информационный портал Казахстана (выходит на казахском языке)
- Айастан — армянская ежедневная газета, печатавшаяся в Тифлисе в 1917—1918 гг.
- Хорурдаин Айастан — армянская ежедневная газета, выходившая в Ереване в 1920—1940 гг.
- Советакан Айастан — армянская ежедневная газета, Орган ЦК КП Армении, Верховного Совета и Совета Министров Арм. ССР., выходившая в Ереване в 1940—1991 гг.
- Башкортостан — газета на башкирском языке, издающаяся в Башкортостане
- Врастан — газета на армянском языке, издающаяся в Грузии
- Гюрджюстан — газета на азербайджанском языке, издающаяся в Грузии
- Егемен Казакстан — официальная газета правительства Казахстана (выходит на казахском языке)
- Нейтральный Туркменистан — государственная республиканская газета Туркменистана; выходит на русском языке
- Нийсо-Дагестан — дагестанская газета на чеченском и русском языках

## Вымышленные области и государства
- Абсурдистан — название деревни, места действия одноимённого фильма
- Табулистан—название страны из фильма Да здравствует Франция!
- Ардистан — из романа Карла Мая «Ардистан и Джиннистан»
- Такистан — страна из игры Arma 2: Operation Arrowhead
- Тархистан — вымышленное государство из мира Нарнии
- Обристан (Орбистан) — страна из игры Papers, Please
- Зилкстан — название вымышленного ближневосточного государства из аниме «Код Гиас: Лелуш воскресший»
- Кабестан — портовый городок из игры WoW. Происходит, однако, от фр. cabestan — лебёдка.

## Этнофолизмы
Этнофолизмы — не употребляющиеся местным населением или народом (экзоэтнонимы) с отрицательной коннотацией, относятся к пейоративной лексике просторечия.
- Лондонистан — используется в отношении британской столицы в связи с растущим присутствием радикальных исламистов[8]
- Пиндостан — в русском сленге: название США[9]